# Lucio Alfeno Avitiano
Lucio Alfeno Avitiano (en latín, Lucius Alfenus Avitianus) fue un senador romano que vivió en los siglos II y III y desarrolló su carrera política bajo los imperios de Septimio Severo, Caracalla, Heliogábalo y Alejandro Severo.

## Orígenes y familia
Alfeno Avitiano era nieto de Lucio Alfeno Avitiano, posiblemente de origen norteafricano, quien había sido primus pilus, y tribuno de la cohors III Vigilum y de la cohors XII Urbana en Roma, y que se había asentado al terminar su carrera ecuestre en el municipio Alba Bastetanorum (Abla, Almería, España), tal vez porque estaba casado con una hispana natural de esta localidad, y, como caballero romano, se había integrado directamente en el ordo dedurionis municipal.

## Carrera política
El primer cargo conocido de Alfeno Avitano fue el de legado de la Legio X Gemina en su base de Vindobona en Panonia Superior en 213-214, por lo que fue pretor en Roma hacia 210, bajo Caracalla en ambos casos; este mismo emperador, según la misma inscripción, lo envió a oriente como praeses de la provincia Arabia, cargo que desempeñó entre 215 y 217, momento en el que regresó a Roma para recibir el honor de ser cónsul sufecto, aunque la fecha exacta es desconocida, ya bajo Macrino.
En Roma aparece como promagister de la cofradía de los hermanos Arvales en mayo de 218. Al año siguiente, cuando Heliogábalo ya había asumido la púrpura imperial, fue enviado a la provincia Panonia Inferior como gobernador, cargo que debió ejercer hasta 220.
Tras esa gobernación, su carrera nos es desconocida hasta que en 231, bajo Alejandro Severo, reaparece como miembro de la cofradía de los Arvales.

## Descendencia
Los hermanos Lucio Alfeno Virio Juliano y Lucio Alfeno Virio Avitiano, atestiguados en las actas de los Hermanos Arvales en 240 y 241, bajo Gordiano III, eran posiblemente sus nietos.